# Erdbohrer (Werkzeug)

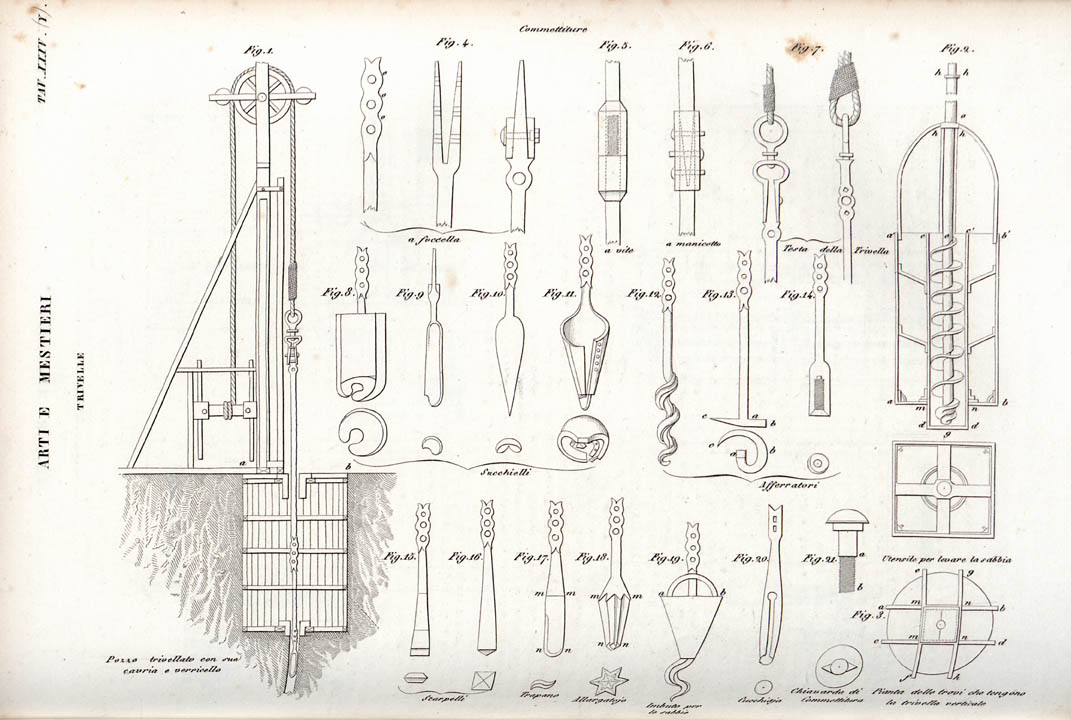
Erdbohrer (Werkzeug), 1849

Ein Erdbohrer ist ein Werkzeug, um Erdlöcher auszuheben. Er bohrt runde Löcher und eignet sich besonders zum Ausheben von Löchern ohne Grubenneigung, z. B. zum Setzen von Zaunpfählen.

## Aufbau
Ein Erdbohrer ist an einem senkrechten Gestänge angebracht. An vorderster Stelle befindet sich ein kegeliger Vorbohrer, über dem sich ein nach dem Prinzip der archimedischen Schnecke eine Spiralscheibe oder zwei schräg angestellte halbkreisförmige Teller mit Schneiden befindet.

## Arbeitsweise
Erdbohrer können per Hand oder maschinell angetrieben werden, so beispielsweise über eine Traktorzapfwelle oder über ein hydraulisches System, welche jeweils von einem Dieselmotor angetrieben werden können. Durch Druck von oben und eine Drehbewegung wird ein Erdbohrer in das Erdreich getrieben, bis der Bohrer vollständig mit Erde bedeckt ist. Der Vorbohrer lockert das Erdreich auf, sodass das Bohren erleichtert wird. Ist der Bohrer zu kurz, kann das Bohrgestänge je nach Typ beliebig verlängert werden.

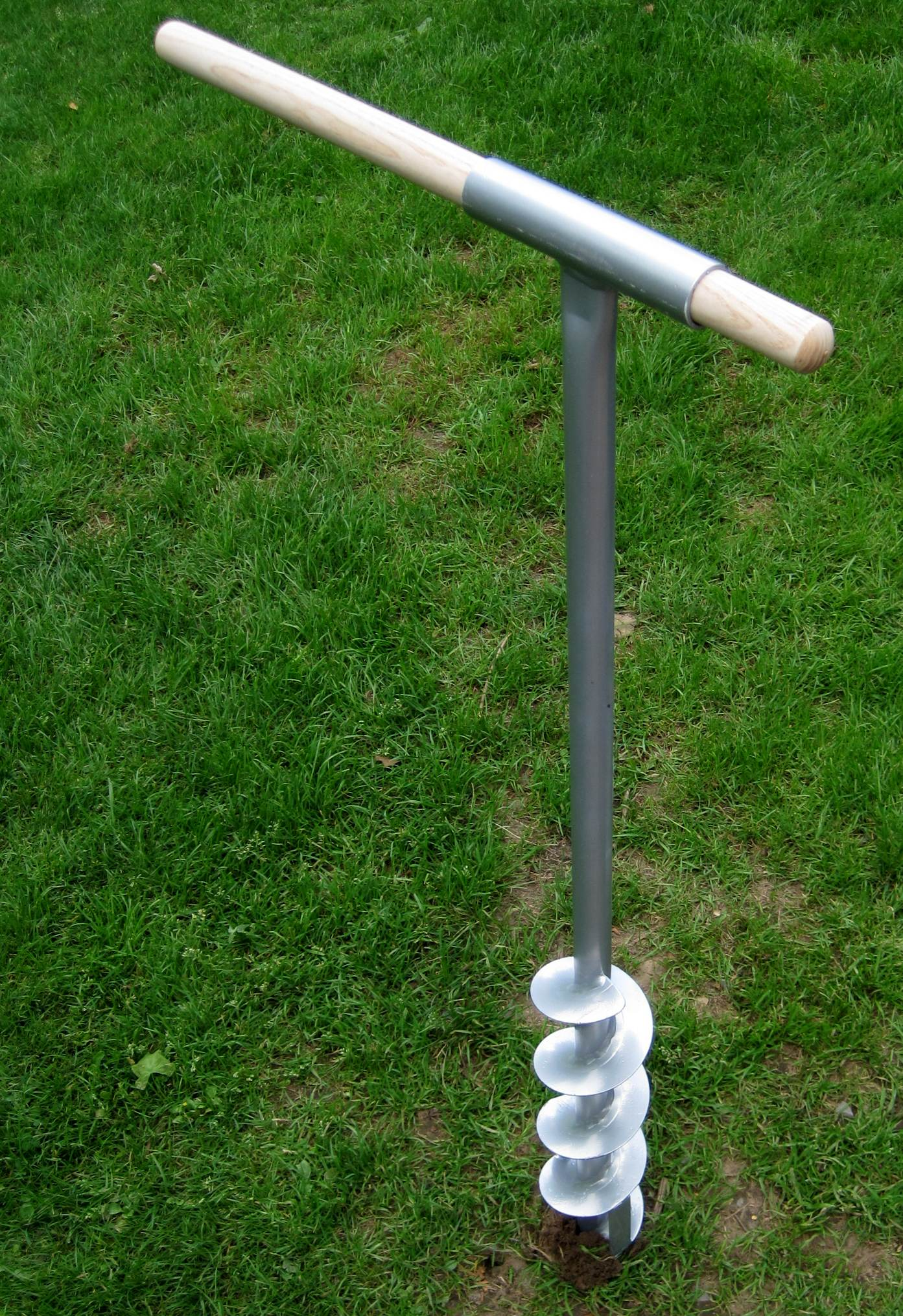
Hand-Erdbohrer mit Spirale
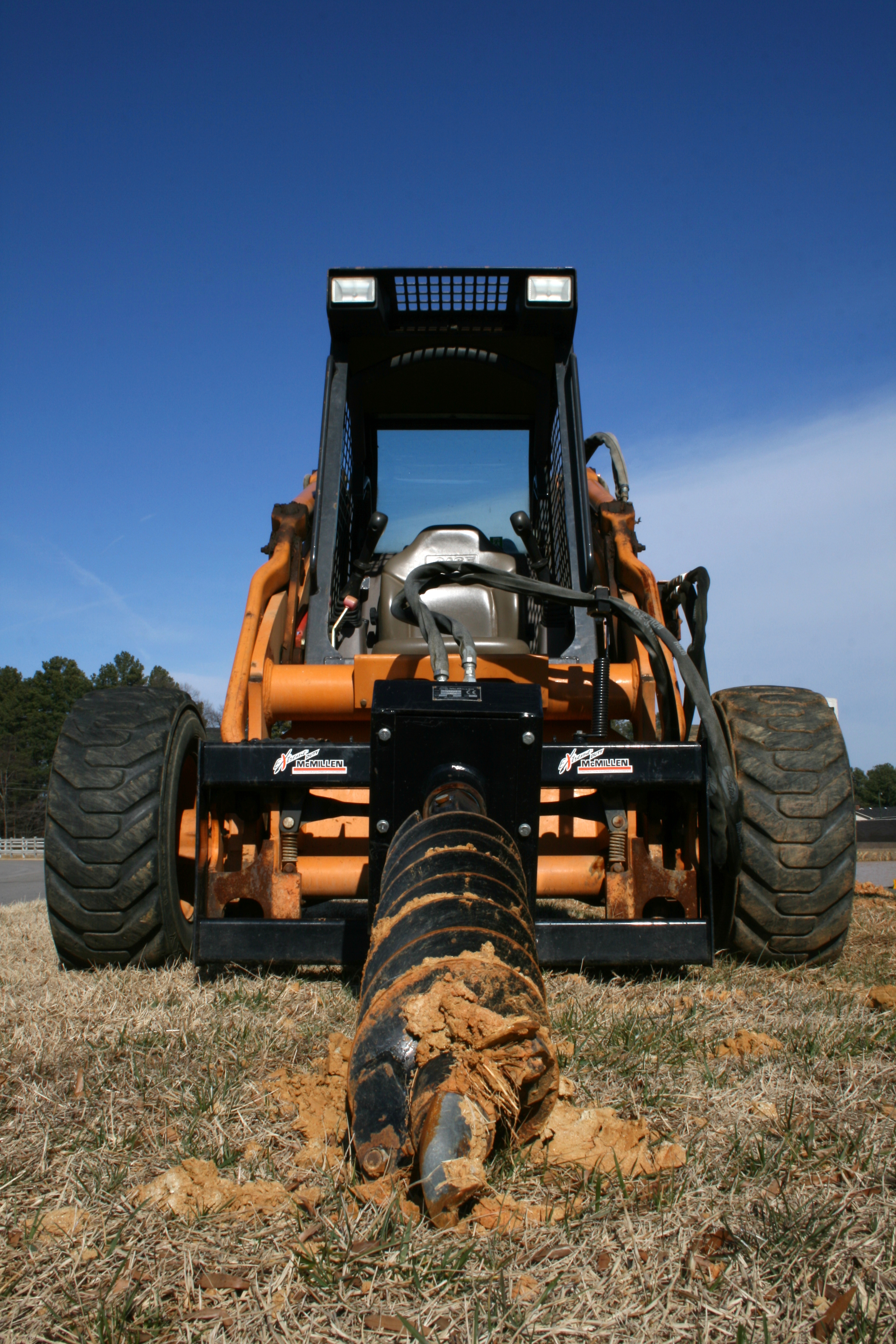
Radlader mit Erdbohrer
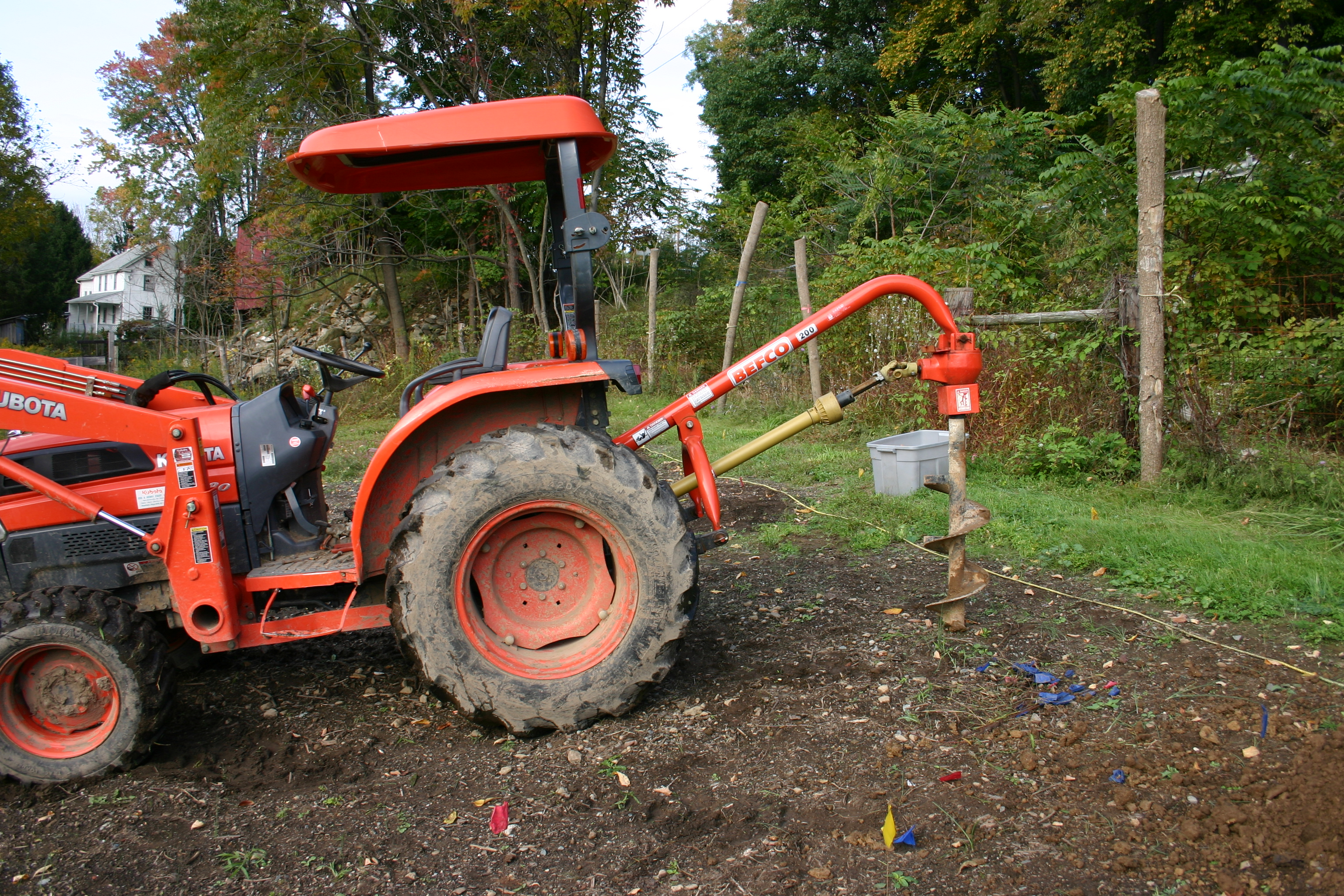
Kleiner Traktor mit Erdlochbohrer
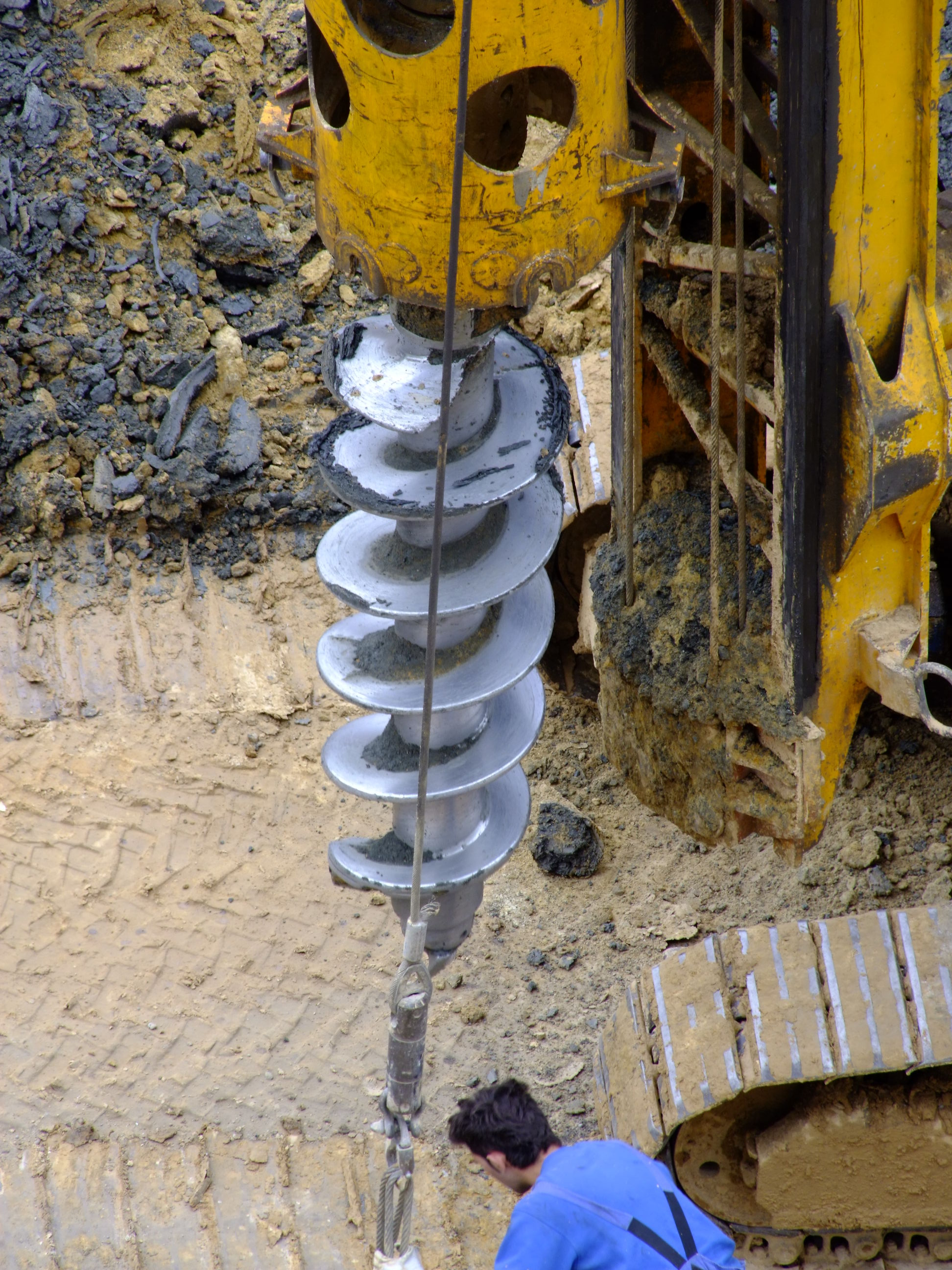
Großes Bohrgerät
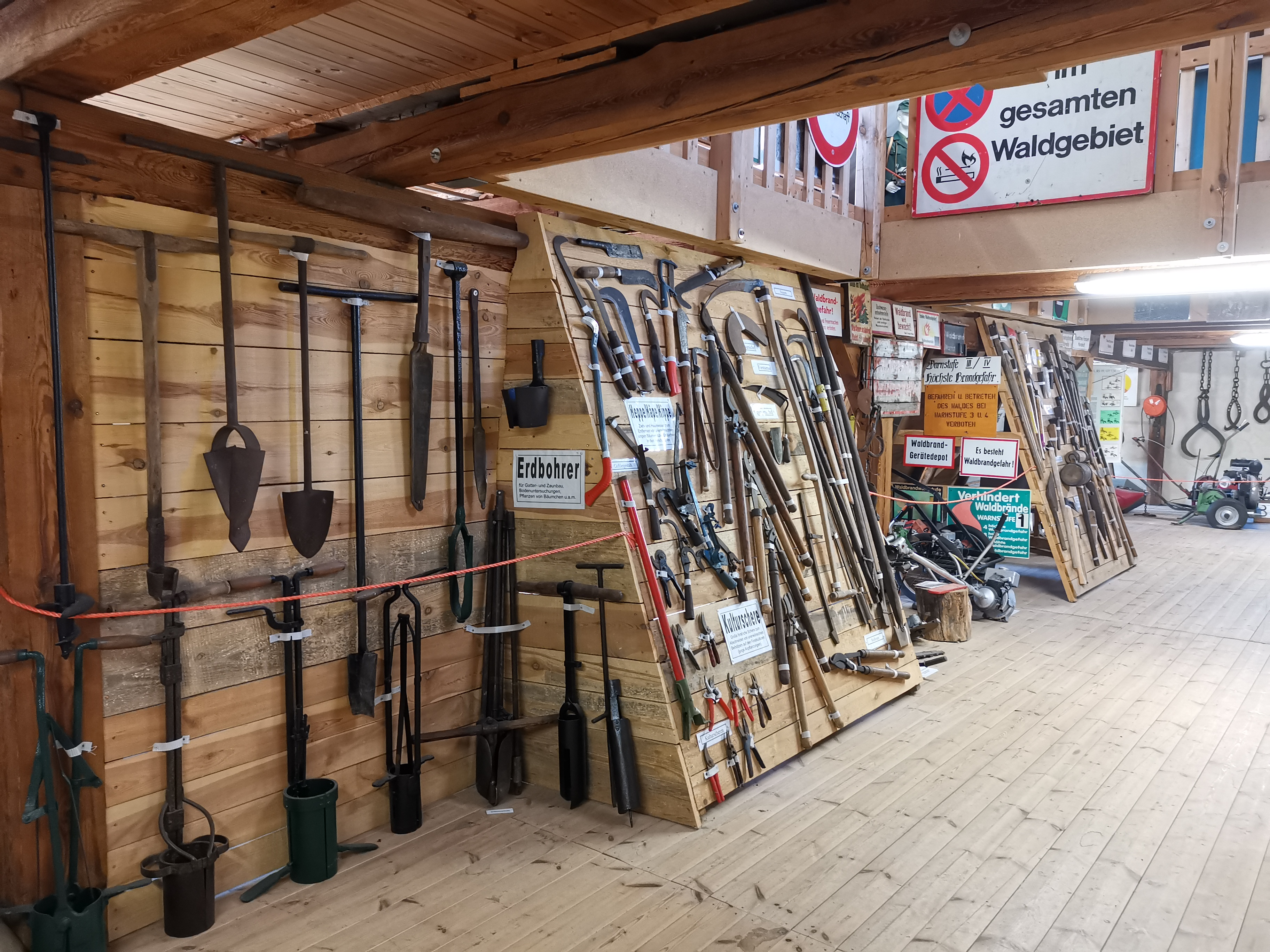
Erdbohrer